# Станнат кобальта(II)
Станнат кобальта(II) — неорганическое соединение,
соль кобальта и оловянной кислоты с формулой Co2SnO4,
сине-зелёные кристаллы,
не растворяется в воде.

## Получение
- Прокаливание совместно осажденных гидроксидов кобальта и олова:

{\displaystyle {\mathsf {2Co(OH)_{2}+Sn(OH)_{4}\ {\xrightarrow {1100^{o}C}}\ Co_{2}SnO_{4}+4H_{2}O}}}

## Физические свойства
Станнат кобальта(II) образует сине-зелёные кристаллы
кубические сингонии,
пространственная группа F d3m,
параметры ячейки a = 0,8622 нм, Z = 8.
Не растворяется в воде.

## Применение
Входит в состав церулеума — сине-зелёного пигмента, который используется для производства художественных красок разных типов, а также в керамической промышленности для росписи фарфора и в стекольной промышленности, очень устойчив по отношению к свету, атмосферным воздействиям, кислотам и щелочам.